# Caurel (Côtes-d’Armor)
Caurel (bretonisch Kaorel) ist eine französische Gemeinde mit 355 Einwohnern (Stand: 1. Januar 2022) im Département Côtes-d’Armor in der Region Bretagne. Sie gehört zum Arrondissement Saint-Brieuc und zum Kanton Guerlédan. Die Einwohner werden Caurellois(es) genannt.

## Geographie
Caurel liegt etwa 38 Kilometer südwestlich von Saint-Brieuc an der südlichen Grenze des Départements Côtes-d’Armor.

## Bevölkerungsentwicklung
| Caurel: Einwohnerzahlen von 1793 bis 2016                                                                                  | Caurel: Einwohnerzahlen von 1793 bis 2016 | Caurel: Einwohnerzahlen von 1793 bis 2016 | Caurel: Einwohnerzahlen von 1793 bis 2016 | Caurel: Einwohnerzahlen von 1793 bis 2016 |
| --- | ----------------------------------------- | ----------------------------------------- | ----------------------------------------- | ----------------------------------------- |
| Jahr |                                           |                                           |                                           | Einwohner                                 |
| 1793 | 1793                                      |                                           | 633                                       | 633                                       |
| 1800 | 1800                                      |                                           | 663                                       | 663                                       |
| 1806 | 1806                                      |                                           | 698                                       | 698                                       |
| 1821 | 1821                                      |                                           | 633                                       | 633                                       |
| 1831 | 1831                                      |                                           | 705                                       | 705                                       |
| 1836 | 1836                                      |                                           | 669                                       | 669                                       |
| 1841 | 1841                                      |                                           | 740                                       | 740                                       |
| 1846 | 1846                                      |                                           | 817                                       | 817                                       |
| 1851 | 1851                                      |                                           | 811                                       | 811                                       |
| 1856 | 1856                                      |                                           | 753                                       | 753                                       |
| 1861 | 1861                                      |                                           | 763                                       | 763                                       |
| 1866 | 1866                                      |                                           | 799                                       | 799                                       |
| 1872 | 1872                                      |                                           | 821                                       | 821                                       |
| 1876 | 1876                                      |                                           | 876                                       | 876                                       |
| 1881 | 1881                                      |                                           | 921                                       | 921                                       |
| 1886 | 1886                                      |                                           | 995                                       | 995                                       |
| 1891 | 1891                                      |                                           | 949                                       | 949                                       |
| 1896 | 1896                                      |                                           | 958                                       | 958                                       |
| 1901 | 1901                                      |                                           | 1.043                                     | 1.043                                     |
| 1906 | 1906                                      |                                           | 1.005                                     | 1.005                                     |
| 1911 | 1911                                      |                                           | 873                                       | 873                                       |
| 1921 | 1921                                      |                                           | 833                                       | 833                                       |
| 1926 | 1926                                      |                                           | 833                                       | 833                                       |
| 1931 | 1931                                      |                                           | 788                                       | 788                                       |
| 1936 | 1936                                      |                                           | 729                                       | 729                                       |
| 1946 | 1946                                      |                                           | 608                                       | 608                                       |
| 1954 | 1954                                      |                                           | 522                                       | 522                                       |
| 1962 | 1962                                      |                                           | 526                                       | 526                                       |
| 1968 | 1968                                      |                                           | 434                                       | 434                                       |
| 1975 | 1975                                      |                                           | 358                                       | 358                                       |
| 1982 | 1982                                      |                                           | 376                                       | 376                                       |
| 1990 | 1990                                      |                                           | 384                                       | 384                                       |
| 1999 | 1999                                      |                                           | 387                                       | 387                                       |
| 2006 | 2006                                      |                                           | 379                                       | 379                                       |
| 2011 | 2011                                      |                                           | 380                                       | 380                                       |
| 2016 | 2016                                      |                                           | 362                                       | 362                                       |
| Quelle(n): EHESS/Cassini bis 1999, INSEE ab 2006 Anmerkung(en): Ab 1962 offizielle Zahlen ohne Einwohner mit Zweitwohnsitz |                                           |                                           |                                           |                                           |

Nahe Caurel liegen die Galeriegräber Allée couverte von Corn-er-Houët und Coët-Correc.
|  |  |

## Baudenkmäler
Siehe: Liste der Monuments historiques in Caurel (Côtes-d’Armor)